# Agromyza tularensis
Agromyza tularensis är en tvåvingeart som beskrevs av Spencer 1981. Agromyza tularensis ingår i släktet Agromyza och familjen minerarflugor.
Artens utbredningsområde är Kalifornien. Inga underarter finns listade i Catalogue of Life.